# DL Большой Медведицы
DL Большой Медведицы (лат. DL Ursae Majoris), HD 82620 — двойная затменная переменная звезда (E) в созвездии Большой Медведицы на расстоянии приблизительно 423 световых лет (около 130 парсеков) от Солнца. Видимая звёздная величина звезды — от +7,606m до +7,55m.

## Характеристики
Первый компонент — жёлто-белая пульсирующая переменная звезда типа Дельты Щита (DSCTC) спектрального класса F0.